# لياندرو بونفيم
لياندرو بونفيم (بالإنجليزية: Leandro Bonfim)‏؛ مواليد 8 يناير 1984 في سالفادور، باهيا، سلفادور، البرازيل، هو لاعب كرة قدم برازيلي يلعب لنادي الاتحاد السعودي.
بعدها لعب لفترة وجيرة مع نادي الوحدة السعودي

## روابط خارجية
- لياندرو بونفيم على موقع قاعدة بيانات كرة القدم.إي يو (الإنجليزية)
- لياندرو بونفيم على موقع Soccerway.com (الإنجليزية)
- لياندرو بونفيم على موقع عالم كرة القدم.نت (الإنجليزية)